# Sylvain White

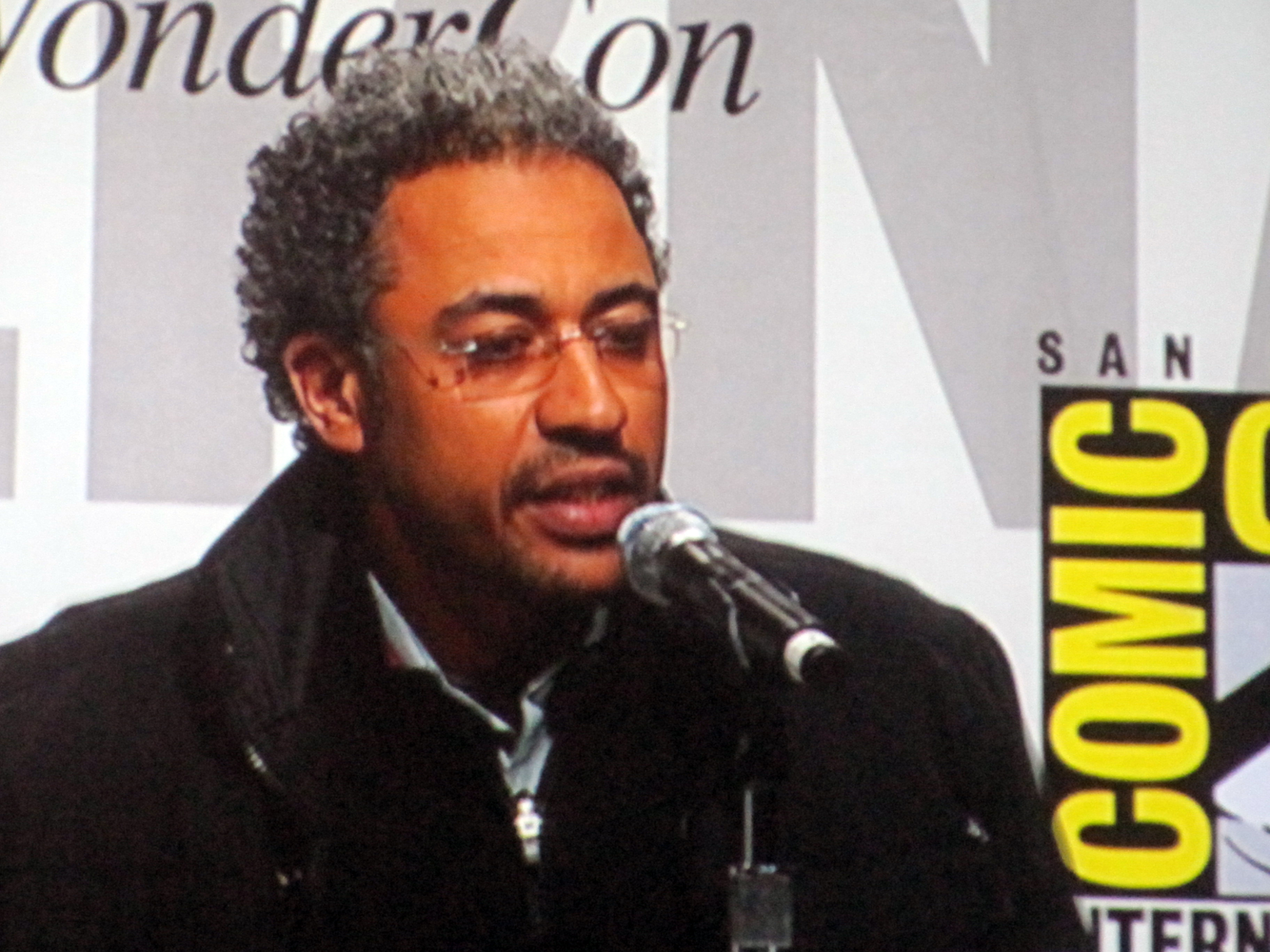
Sylvain White (2010)

Sylvain White (* 12. Februar 1975 in Paris) ist ein französischer Filmregisseur.

## Leben und Karriere
Sylvain White wurde 1975 in Paris geboren. Seine Eltern sind ein ehemaliger US-amerikanischer Profi-Basketballspieler und eine französische Flugbegleiterin. Er machte seinen Abschluss an der Universität von Paris und erhielt ein Stipendium für die Privatschule Pomona College in Los Angeles.
Im Jahr 2002 führte White bei dem Kurzfilm Quiet Regie. 2004 war er bei dem Filmdrama Trois 3: The Escort als Regisseur tätig, welches als Direct-to-DVD veröffentlicht wurde. Anschließend wurde White für Ich werde immer wissen, was du letzten Sommer getan hast, ein Horrorfilm aus dem Jahr 2006 und der dritte Teil der Letzter-Sommer-Reihe, als Regisseur engagiert. Im Jahr darauf wurde Stomp the Yard mit Columbus Short, Meagan Good und Ne-Yo von ihm veröffentlicht. Für den Film erhielt Sylvain White eine Nominierung bei den Image Awards. Im Jahr 2010 erschien The Losers eine Adaption des gleichnamigen Comics von Vertigo, ein Imprint von DC Comics, wofür Peter Berg und James Vanderbilt das Drehbuch verfassten. Diese Comicverfilmung ist zugleich ein Ensemblefilm mit Jeffrey Dean Morgan, Idris Elba, Chris Evans, Columbus Short, Óscar Jaenada und Zoe Saldana in den Hauptrollen. 2013 arbeitete er an dem französisch-belgischen Thriller Choral des Todes mit Gérard Depardieu. Seither ist er als Regisseur vor allem an verschiedenen Fernsehserien beteiligt.

## Filmografie (Auswahl)
- 2002: Quiet (Kurzfilm)
- 2004: Trois 3: The Escort
- 2006: Ich werde immer wissen, was du letzten Sommer getan hast (I’ll Always Know What You Did Last Summer)
- 2007: Stomp the Yard
- 2010: The Losers
- 2012, 2014–2016: Hawaii Five-0 (Fernsehserie, 8 Folgen)
- 2012: CSI: Miami (Fernsehserie, Folge 10x13 Endgeschwindigkeit)
- 2013: Choral des Todes (La marque des anges)
- 2013: Covert Affairs (Fernsehserie, Folge 4x05)
- 2013: Person of Interest (Fernsehserie, Folge 3x08)
- 2018: Slender Man
- 2018: Magnum P.I. (Fernsehserie, Folge 1x03)

## Auszeichnungen
- 2008: Image-Award-Nominierung in der Kategorie Beste Regie für Stomp the Yard